# Mojstrovka
Mojstrovka je gora v Julijskih Alpah. Njeni trije vrhovi so:
- Mala Mojstrovka, 2332 m
- Velika Mojstrovka, 2366 m
- Zadnja Mojstrovka, 2354 m

Najlažje je dostopna iz cestnega prelaza Vršič, od tod preko melišča po južni poti ali pa po  Hanzovi poti prek severne stene.  